# Cot Batee Lipis
Cot Batee Lipis är ett berg i Indonesien.   Det ligger i provinsen Aceh, i den västra delen av landet, 1 800 km nordväst om huvudstaden Jakarta. Toppen på Cot Batee Lipis är 584 meter över havet.
Terrängen runt Cot Batee Lipis är huvudsakligen kuperad, men västerut är den bergig.Runt Cot Batee Lipis är det ganska tätbefolkat, med 86 invånare per kvadratkilometer. I omgivningarna runt Cot Batee Lipis växer i huvudsak städsegrön lövskog.